# Ла-ла-ла
«Ла-ла-ла» (инципит «За окном шумит высокая трава…») — второй сингл певицы Жанны Фриске из её единственного альбома «Жанна» 2004 года. Автором песни вступил певец и композитор Андрей Губин.

## История
При написании песни «Ла-ла-ла» её автор Андрей Губин отталкивался от ритмики песни Леонида Агутина «Голос высокой травы» (вербальный оммаж агутинской песне содержится в инципите «За окном шумит высокая трава…»). В то время Губин, по его словам, уже исполнял песни «посерьёзнее», поэтому он решил продать «Ла-ла-ла» Филиппу Киркорову: «Думаю, Киркорову продадим, он же у нас самый богатый. <…> Я не всем подряд буду писать. Но чем хуже поёт, тем дороже продаём».
Киркоров от «Ла-ла-ла» отказался, и песня попала в руки продюсера Андрея Шлыкова, от которого Губин и узнал, что «Ла-ла-ла» будет петь Жанна Фриске: «Я подумал, ну ладно, Фриске так Фриске. <…> Вообще не дружили с Жанной Фриске, но и не ругались. Что я помню из последнего — мы летели в Алма-Ату, и я спал у неё на коленях». Через два-три года после успеха «Ла-ла-ла» Губин, по его словам, «пихал» Киркорову ещё одну песню, но Киркоров снова отказался.
Предыдущий, дебютный сингл «Лечу в темноту», который не был выпущен в радиоротацию, а был презентован только как видеоклип, большой популярностью не пользовался, к тому же певица в тот момент ещё находилась в составе группы «Блестящие», и сольный материал оставался в тени. После окончательного ухода из группы певице нужен был сольный хит. Таковым стала «Ла-ла-ла». Песня имела большой успех на радиостанциях СНГ. В России она достигла третьей строчки, пробыв там две недели, в общей же сложности пребывание в сотне длилось сорок недель. На Украине песня достигла пика на восьмом месте.

## Музыкальное видео
Музыкальное видео на песню было снято Романом Прыгуновым. Съёмки проходили два дня. В первый съёмочная группа работала в Новинском пассаже, во второй — в баре на Петровском бульваре. По сюжету ролика, Жанна возвращается из «Последнего героя» и встречается в баре с друзьями, с которыми не виделась несколько месяцев. Все шутят и веселятся, и только Жанне грустно: с ней рядом нет любимого, она звонит ему, а тот не отвечает.

## Отзывы
Музыкальный журналист Александр Горбачёв в книге «Не надо стесняться. История постсоветской поп-музыки в 169 песнях» написал, что Фриске исполняла «образцовый бикини-поп, сделанный по принципу „ты просто ходи туда-сюда“», добавив: «если „Блестящие“ всё время метили куда-то в другие миры и времена — хоть в облака, хоть за четыре моря, — то главные хиты Фриске все сплошь в настоящем времени, про красивую жизнь здесь и сейчас, которую нельзя упускать. Музыка здесь, конечно, была не так важна, как образ и картинка — в конце концов, чего ждать от песни, которая и называется „Ла-ла-ла“?».

## Чарты
| Чарт (2005—2025)   | Высшая позиция |
| ------------------ | -------------- |
| Казахстан (TopHit) | 66             |
| Россия (TopHit)    | 3              |
| СНГ (TopHit)       | 3              |
| Украина (TopHit)   | 8              |

| Чарт (2005)      | Высшая позиция |
| ---------------- | -------------- |
| Россия (TopHit)  | 3              |
| СНГ (TopHit)     | 3              |
| Украина (TopHit) | 55             |

| Чарт (2004)      | Позиция |
| ---------------- | ------- |
| Россия (TopHit)  | 194     |
| СНГ (TopHit)     | 72      |
| Украина (TopHit) | 38      |

| Чарт (2005)      | Позиция |
| ---------------- | ------- |
| Россия (TopHit)  | 64      |
| СНГ (TopHit)     | 41      |
| Украина (TopHit) | 18      |

| Чарт (2000—2009) | Позиция |
| ---------------- | ------- |
| Украина (TopHit) | 69      |

## Каверы
В 2024 году песня была спета Люсей Чеботиной на творческом вечере Андрея Губина в рамках фестиваля «Новая волна».

## Пародии
Песня была спародирована в программе «Большая разница». В дуэте её исполнили Жанна Фриске и Александр Пушной.
Пародия на песню «Ла-ла-ла» прозвучала в исполнении группы «Пающие трусы» в шоу «Здравствуйте, я ваша Пятница!»
У группы «Красная плесень» есть пародия на эту песню под названием «Попала в задницу пчела». После заболевания и последующей смерти Жанны Фриске от рака в 2015 году фразы из пародии «Быть может, опухоль сойдёт» и «Чтобы не умерла, нейтрализуем яд» стали восприниматься двусмысленно.

## Возможный плагиат
Предположительно, плагиатом на песню «Ла-ла-ла» является песня «Натуральный блондин» (2009) из репертуара Николая Баскова, однако сам Андрей Губин об этом не заявлял и не подавал иск с последующим привлечением музыковедов.